# Feuertaufe (1956)
Feuertaufe (Originaltitel: Between Heaven and Hell) ist ein Kriegsfilm des Regisseurs Richard Fleischer aus dem Jahr 1956. Die Literaturverfilmung basiert auf dem Roman The Day the Century Ended des amerikanischen Schriftstellers Francis Gwaltney. In der Hauptrolle verkörpert Robert Wagner den Plantagenbesitzer Sam Gifford, der im Zweiten Weltkrieg zum Kriegsdienst eingezogen wird.

## Handlung
Sam Francis Gifford, der in den Südstaaten eine Plantage besitzt und finanziell unabhängig ist, wird im Zweiten Weltkrieg zum Kriegsdienst verpflichtet. Als vermögendem Plantagenbesitzer war es ihm bis dahin unbekannt, auf fremde Menschen zuzugehen oder deren Eigenschaften und Meinungen zu akzeptieren. Da er rassistisch eingestellt ist, war ihm besonders nicht daran gelegen, mit Menschen, die eine dunkle Hautfarbe besitzen, auch nur zu kommunizieren.
Als er jedoch während des Krieges auf Pearl Harbor seinen Kriegsdienst verrichten muss, lernt er den schwarzen Soldaten Willie Crawford kennen. Durch diese Bekanntschaft wird ihm klar, wie falsch seine eigene Weltanschauung war. In der Folge lernt er, gegenüber anderen Menschen toleranter zu sein.

## Produktionsnotizen
Gedreht wurde im Malibu Creek State Park in Kalifornien, auf der hawaiischen Insel Kauaʻi und in den Filmstudios der 20th Century Fox.

## Oscar-Nominierung
Komponist Friedhofer war 1957 für seine Musik für den Oscar in der Kategorie Beste Filmmusik nominiert.

## Erscheinungstermine und abweichende Filmtitel
In den USA kam der Film unter seinem Originaltitel Between Heaven and Hell am 11. Oktober 1956 in die Kinos. In Japan startete er am 5. Dezember desselben Jahres. In Westdeutschland war der Kinostart am 4. Januar 1957, in Schweden am 28. Januar 1957 (dort unter dem Titel Djävulsön), in Finnland am 1. Februar 1957 (dort unter dem Titel Kirottujen kukkula), in Argentinien am 30. April 1957 (dort unter dem Titel Entre el cielo y el infierno), in Frankreich am 5. Juni 1957 (dort unter dem Titel Le temps de la colère), in Portugal am 27. Juni 1957 (dort unter dem Titel Entre o Céu e o Inferno), in Dänemark am 11. August 1958 (dort unter dem Titel I Stillehavets helvede) und in Spanien am 6. Februar 1961 (dort unter dem Titel Los diablos del Pacífico).

## Kritiken
Das Lexikon des internationalen Films ist der Ansicht, dass der Film „[u]nrealistisch, vereinfachend und psychologisch schwach motiviert [sei]“ und  „[...der Film] seine moralische Botschaft nicht zu transportieren [vermag].“
Das Fazit der Kinozeitschrift Cinema lautet: „Korrekte Botschaft simpel präsentiert“.